# Norberto Puzzolo

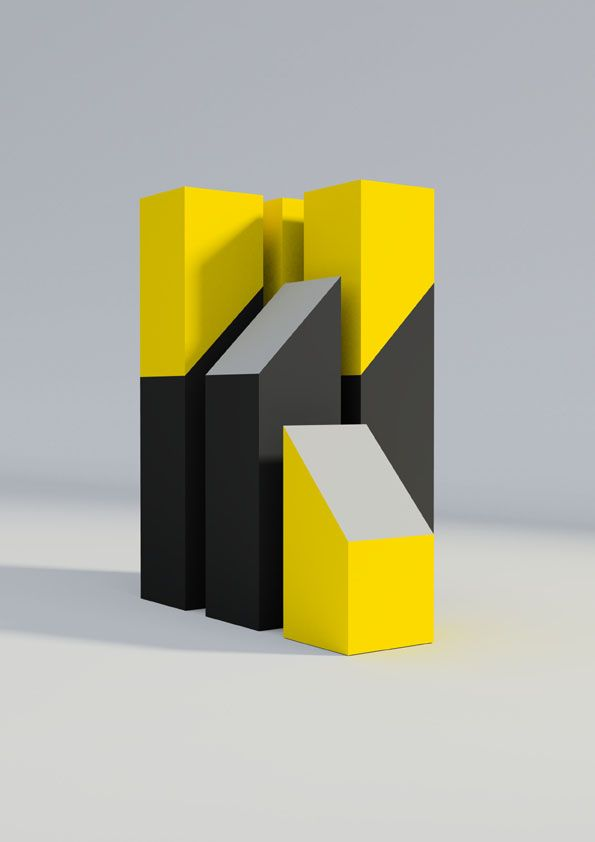
Estructura I (1967) Madera y sintético.

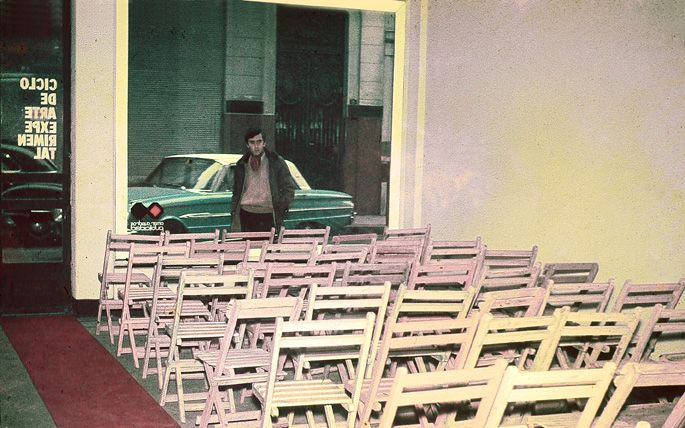
Ciclo de Arte Experimental (1968).

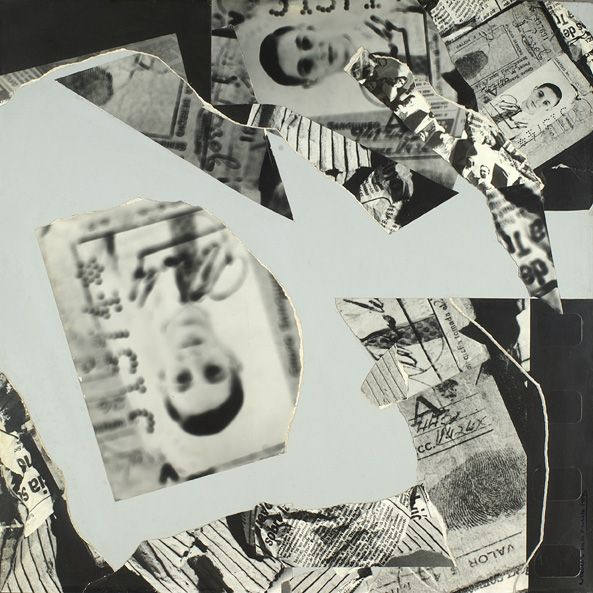
Serie Nunca Más III (1984).

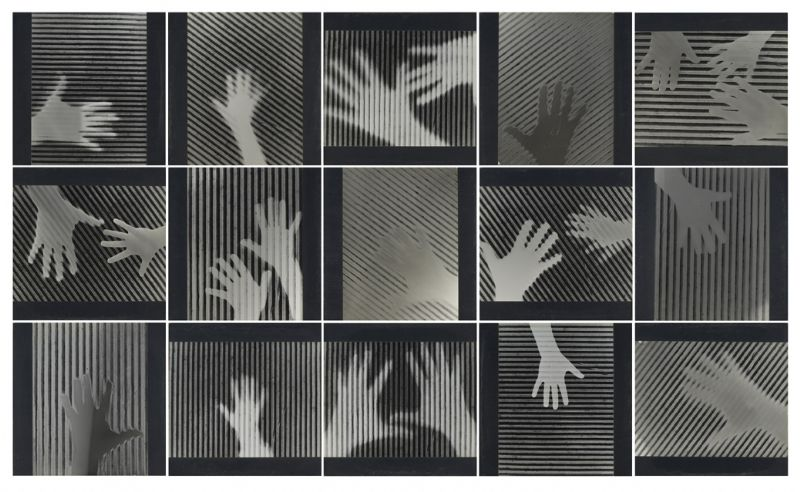
Manos (1985).

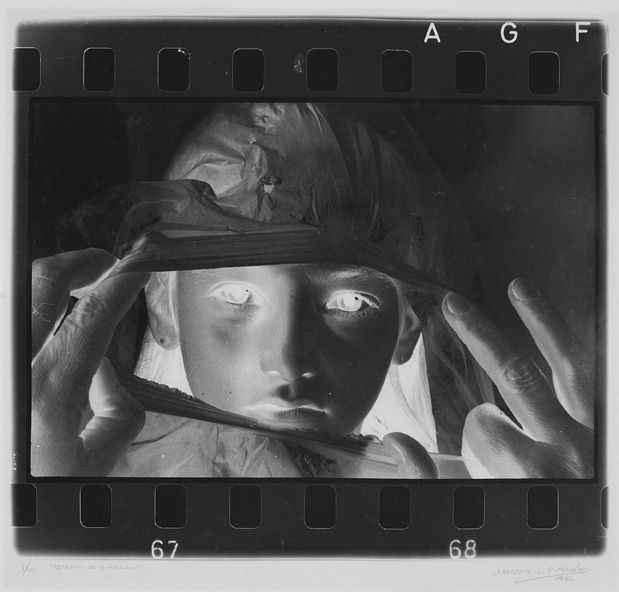
Retrato de Bárbara (1986).

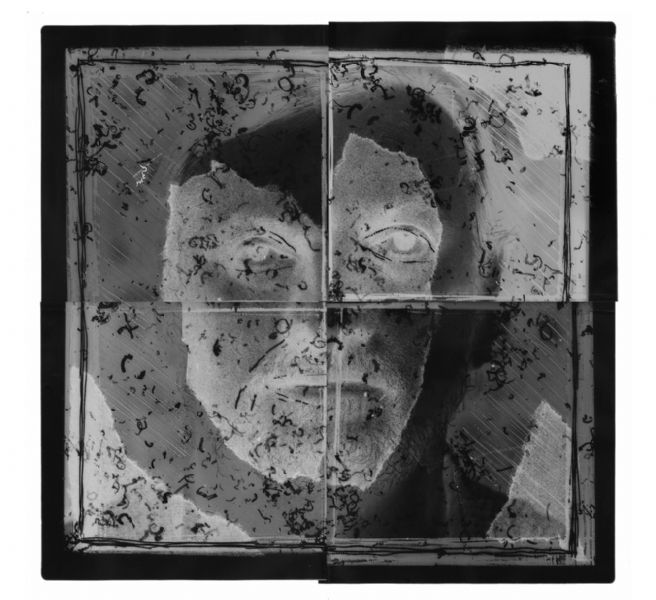
S/T II (1993).

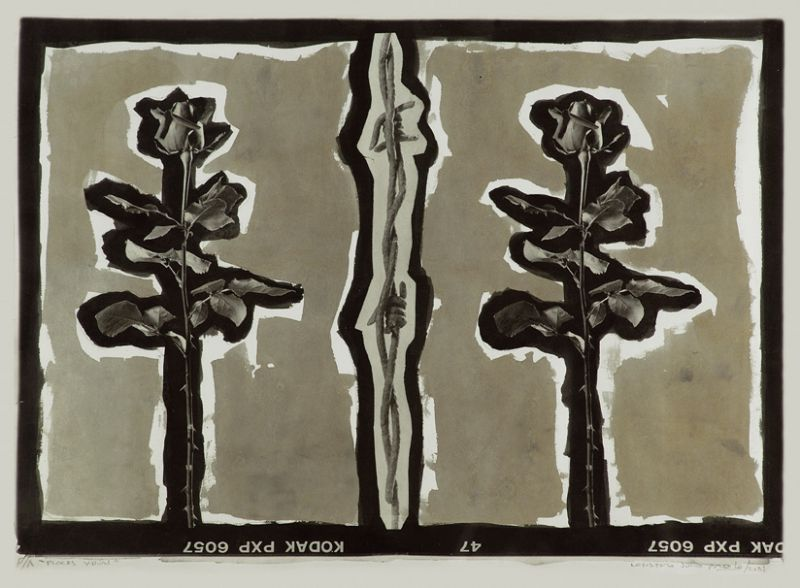
Flores y Púas (2001).

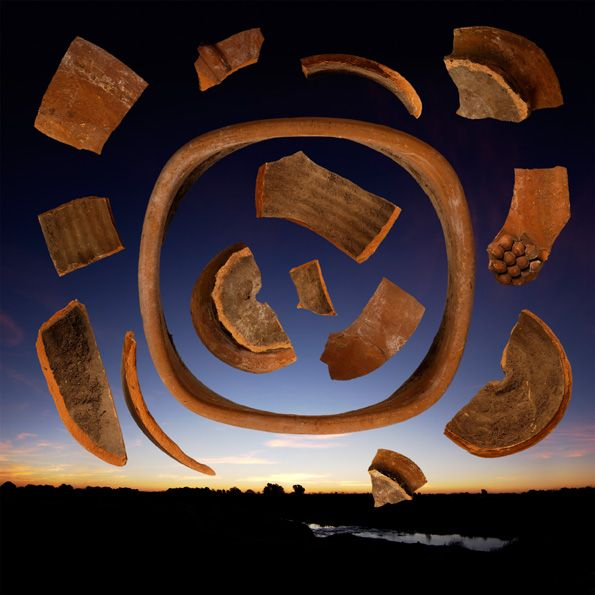
Cielito Argentino con fragmentos (2002).

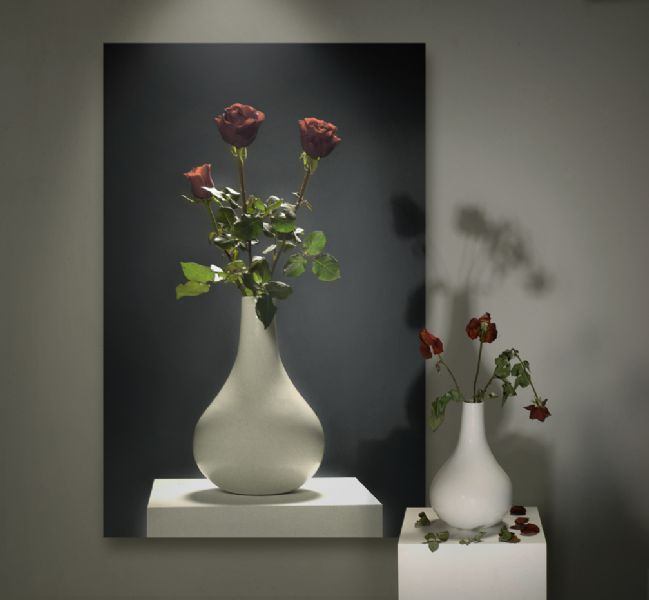
La muerte del referente II (2004).

Norberto Julio Puzzolo (* Rosario, Argentina, 26 de julio de 1948; 76 años) es un artista plástico y fotógrafo argentino

## Trayectoria
Estudió dibujo y pintura en el taller del maestro Juan Grela. l pintor Anselmo Piccoli fue otro de sus maestros.
Ha expuesto en forma individual y colectiva desde 1966 en diversas galerías, instituciones y museos, dentro y fuera del país. Sus obras figuran en diversas instituciones y colecciones privadas del país y del exterior. Entre otras se destacan: Art Institute of Chicago, EE. UU. - Colección Gabriel Cuallado, Valencia, España - Museo Nacional de Bellas Artes, Buenos Aires, Argentina - Museo Municipal de Bellas Artes Juan B. Castagnino, Rosario, Argentina.
Fue uno de los realizadores de Tucumán Arde, obra emblemática de los años 1960s que ha merecido numerosos comentarios de críticos e historiadores nacionales y extranjeros y que aún sigue generando particular interés e importantes trabajos de investigación.
Ha trabajado en periodismo gráfico y para editoriales ilustrando libros y carpetas de arte.
Es profesor de Práctica Profesional en la carrera de Fotografía del Instituto Superior de Educación Técnica N.º 18 de la provincia de Santa Fe.
Dirige el estudio Puzzolo Productora Multimedia, que realiza fotografías, videos, música, CD interactivos y otros soportes con tecnología digital.
El Museo Nacional de Bellas Artes (MNBA) le otorgó el premio Leonardo 2001 por su trayectoria en la fotografía. En el año 2002 recibió el premio Konex, diploma al mérito en fotografía. En el año 2009 la asociación de críticos de arte le entregó el premio a la trayectoria de un fotógrafo.
Por una decisión personal nunca ha enviado sus obras para concursar en premios ni salones.
Vive en Rosario (Argentina).

## Exposiciones más importantes
- 1966 - Galería El Taller - Rosario.
- 1966 - Galería Carrillo - Rosario.
- 1967 - Galería "El Galpón" - Santa Fe.
- 1967 - "Semana del Arte Avanzado en la Argentina" - Buenos Aires.
- 1967 - "Rosario 67" - Museo de Arte Moderno - Buenos Aires.
- 1967 - "Rosario 67" - Museo de Arte Moderno - Montevideo Uruguay.
- 1967 - "Estructuras primarias lI" - Sociedad Hebraica Argentina - Buenos Aires.
- 1967 - "Pintura Actual de Rosario" - Colección I. SIullitel. Museo J. B. Castagnino. Rosario.
- 1967 - "Pintura Actual de Rosario" - Colección I. SIullitel. Museo Rosa Galisteo de Rodríguez - Santa Fe.
- 1967 - "La juventud disconforme" - Facultad de Medicina - Buenos Aires.
- 1967 - "OPNI" Galería Quartier - Rosario.
- 1968 - "El Arte por el Aire" - Museo de Arte Moderno, en los salones del Hotel Provincial de Mar del Plata.
- 1968 - Muestra individual "Ciclo de Arte Experimental" - Auspiciado por el Instituto Di Tella - Rosario.
- 1968 - Realización colectiva "Tucumán Arde" - CGT de los Argentinos - Rosario, Buenos Aires.
- 1975 - Muestra individual "Fotografías" - Galería KRASS Artes Gráficas - Rosario.
- 1978 - "13 Pintores y un Fotógrafo" - Banco de Galicia - Rosario.
- 1980 - "5.ª. Muestra de la Fotografía Publicitaria" CAYC - Buenos Aires.
- 1981 - Muestra individual "Los pintores de mi archivo" - Galería KRASS - Rosario.
- 1981 - "6.ª. Muestra de la Fotografía Publicitaria" - CAYC - Buenos Aires
- 1982 - "ARTEDER 82" Muestra Internacional de Obra Gráfica - Bilbao, España.
- 1982 - Muestra individual "Fotografías" - Galería Miró - Rosario.
- 1982 - "7.ª. Muestra de Fotografía Publicitaria" - Gieso - Buenos Aires.
- 1982 - " El día y la noche en la obra de 10 artistas" - Galería Miró - Rosario.
- 1983 - Muestra individual "Fotografías" - Galería KRASS - Rosario.
- 1984 - "1966-1968 Arte de Vanguardia en Rosario" - Organizada por APA en el Museo Municipal de Bellas Artes "Juan B. Castagnino" - Rosario.
- 1984 - "8.ª. Muestra de la Fotografía Publicitaria" - Centro Cultural Ciudad de Buenos Aires.
- 1984 - Muestra individual "Fotografías 1984" - Galería Miró - Rosario.
- 1985 - Muestra individual " A partir de la fotografía" - Museo Municipal de Bellas Artes "Juan B. Castagnino" - Rosario.
- 1986 - Muestra individual - Galería KRASS - Rosario.
- 1986 - Bienal Latinoamericana de Arte Sobre Papel - Salas Nacionales de Exposición - Buenos Aires.
- 1987 - Muestra temática: "La Naturaleza Muerta" - Museo Municipal "Firma y Odilo Estévez" - Rosario.
- 1987 - "Poeta y Artistas" - Sala Augusto Schiavoni. Subsecretaría de Cultura de la Municipalidad de Rosario. Centro Cultural Bernardino Rivadavia - Rosario.
- 1987 - Muestra Individual - Museo Municipal de Arte Decorativo "Firma y Odilo Estévez" - Rosario.
- 1987 - Muestra temática "El paisaje" - Museo Estévez - Rosario.
- 1988 - Muestra individual - Museo Provincial de Artes Visuales Rosa Galisteo de Rodríguez - Santa Fe.
- 1989 - "Siete Gráficos Argentinos" - Galería Brita Prinz. - Madrid. España.
- 1989 - "Siete Gráficos Argentinos" - Galería Brita Prinz. - Burgos. España.
- 1989 - "Homenaje a Van Gogh" - Museo Municipal "Firma y Odilo Estévez". Rosario.
- 1991 - "Rosario Künstler und ihre stadt" - Commerzbank Frankfurt. - Alemania.
- 1991 - "Rosario Video" - Museo Estévez - Rosario.
- 1992 - "Imágenes de Fotógrafos e Ilustradores Argentinos" - Museo de Arte Moderno - Buenos Aires.
- 1993 - Muestra individual retrospectiva "1983 - 1993 Obra Fotográfica" - Galerías del Centro Cultural Parque de España - Rosario.
- 1993 - "Imágenes de Fotógrafos e Ilustradores Argentinos" - Museo de Arte Moderno - Buenos Aires.
- 1994 - "El Objeto de los 90" - Museo Municipal de Artes Plásticas Juan B. Castagnino - Rosario
- 1995 - "Fotógrafos Santafesinos Hoy" - Centro Cultural - Santa Fe.
- 1995 - Centro de Expresiones Contemporáneas - Rosario.
- 1996 - "Artistas Rosarinos por la Paz" Museo Castagnino - Rosario.
- 1999 - "Arte Acción - Tucumán Arde" Museo de Arte Moderno de Buenos Aires.
- 1999 - "Global Conceptualism: Points of origin. 1950s-1980s" América Latina "Tucumán Arde" Rosario Group. Curadora: Maricarmen Ramírez. Queens Museum of Art, New York. USA.
- 1999 - "En Medio de los Medios" "Tucumán Arde" Curadora: María José Herrera. Buenos Aires.
- 2000 - “Dos fotógrafos Argentinos” Schneider Gallery, Inc. - Chicago USA.
- 2000 - “Fotógrafos y Pintores de siglo XXI” Muestra Itinerante del Museo Nacional de Bellas Artes – Argentina.
- 2000 - “Crossing the Line” Art Institute of Chicago – Chicago USA.
- 2000 - “Colección de Arte Contemporáneo de Rosario” Museo Juan B. Castagnino – Rosario.
- 2000 - “Ausencias y Presencias” Fotógrafos Santafesinos en la Alianza Francesa – XI Encuentros Abiertos de Fotografía - Buenos Aires.
- 2000 - Muestra individual el la Sala Trillas del Teatro “El Círculo” – Rosario.
- 2001 - Muestra individual retrospectiva en la Fotogalería del Teatro San Martín – Buenos Aires.
- 2001 - Muestra individual en la Alianza Francesa de Buenos Aires – Buenos Aires.
- 2002 - “Fotógrafos Santafesinos Contemporáneos” Donación de obras al MNBA – Museo de la Ciudad, Carcarañá, Sta. Fe.
- 2002 - “Imaginación y Cultura del Siglo XX: La Fotografía” Colección del Museo Nacional de Bellas Artes – Buenos Aires.
- 2002 - Muestra individual en el Museo Provincial de Bellas Artes Rosa Galisteo de Rodríguez – Santa Fe.
- 2002 - Muestra “4 fotógrafos Rosarinos” Galería Arte Privado – Rosario.
- 2002 - Muestra individual “Fotografía Digital 2002” Galería Arte x Arte – Buenos Aires
- 2002 - Muestra individual en el Museo de Bellas Artes de Paraná – Entre Ríos
- 2002 – Arte y Política en los´60
- 2002 – Bienal de Bs.As. Museo Nacional de Bellas Artes – Buenos Aires.
- 2003 – ARCO, Galería Arte x Arte, Madrid – España.
- 2003 – Muestra Individual en el Museo Nacional de Bellas Artes – Buenos Aires.
- 2004 - "La Sociedad de los Artistas" - Museo Castagnino - Rosario.
- 2008 - "Elegía" - Centro de Expresiones Contemporáneas - Rosario.

## Principales exposiciones que citan su participación en la vanguardia de los '60 y Tucumán Arde
- Arte Acción - Tucumán Arde, Museo de Arte Moderno - Buenos Aires (1999).
- Global Conceptualism: Points of origin. 1950s-1980s, América Latina “Tucumán Arde” Rosario Group. Curadora: Maricarmen Ramírez. Queens Museum of Art, New York - EEUU.
- En Medio de los Medios, Tucumán Arde - Curadora: María José Herrera - MNBA - Buenos Aires.
- Global Conceptualism: Points of origin. 1950s-1980s, América Latina “Tucumán Arde” Rosario Group. Curadora: Maricarmen Ramírez. Walker Art Center - EEUU (2000).
- Heterotopías: medio siglo sin lugar (1916-1968),Museo Nacional Reina Sofía - Madrid - España.
- Arte y política en los 60, Salas Nacionales de Exposición - Buenos Aires (2002).
- Schritte zur Flucht von der Arbeit zum Tun, Museum Ludwig - Colonia - Alemania (2004).
- La sociedad de los artistas, Museo Castagnino - Rosario.